# 秦都区各级文物保护单位列表
以下为陕西省咸阳市秦都区的各级文物保护单位:

## 全国重点文物保护单位
| 沙河古桥遗址 | 7-0449 | 古遗址 | 咸阳市 | 秦、汉 |  |

## 陕西省文物保护单位
- 刘古愚墓